# چاه موتور شماره ۱ ولی‌عصر
چاه موتور شماره ۱ ولی‌عصر روستایی در دهستان جلگه ماژان بخش جلگه ماژان شهرستان خوسف استان خراسان جنوبی ایران است.

## جمعیت
بر پایه سرشماری عمومی نفوس و مسکن در سال ۱۳۹۵ جمعیت این روستا ۶۷ نفر (۲۳خانوار) بوده‌است.